# EW Водолея
EW Водолея (лат. EW Aquarii), HD 201707 — одиночная переменная звезда в созвездии Водолея на расстоянии приблизительно 439 световых лет (около 134 парсеков) от Солнца. Видимая звёздная величина звезды — от +6,48m до +6,41m.

## Характеристики
EW Водолея — белый гигант, пульсирующая переменная звезда типа Дельты Щита (DSCTC) спектрального класса A8III. Радиус — около 4,69 солнечных, светимость — около 33,36 солнечных. Эффективная температура — около 7124 К.

## Факты о звезде EW Водолея
EW Aquarii не является частью созвездия Водолей, но находится в его границах. Местоположение переменной звезды в ночном небе определяется прямым восхождением (RA) и склонением (Dec), соответствующим его положению на небесной сфере в экваториальной системе координат (долгота и широта). Прямое восхождение — это показатель того, насколько далеко во времени (чч: мм: сс) находится звезда от небесного экватора (RA). Если RA положительный, то направление движения звезды идёт на восток. Склонение (DEC) — это показатель того, насколько далеко — к северу или югу — расположен объект по сравнению с небесным экватором, он выражается в градусах. Для EW Aquarii местоположение определяется 21ч 11м 41,31 и −14° 28` 20,6, то есть, звезда движется на 0,23 ± 0,25 миллисекунд в год на север и на 39,26 ± 0,51 миллисекунды в год на восток (если бы она была видна на горизонте).
Радиальная скорость
Радиальная скорость, то есть скорость, с которой звезда удаляется или приближается к Солнцу, составляет −39.2 км/c с погрешностью около 2,90 км/с. Если значение отрицательное, значит, звезда и Солнце приближаются друг к другу. Положительное число означает, что две звезды расходятся.

## Физические свойства EW Aquarii
Цвет и температура
Основываясь на спектральном классе звёзд Гарвардского университета, цвет и тип EW Водолея — переменная звезда, меняющая цвет от жёлтого до белого. Можно предположить, что температура поверхности звезды находится в диапазоне от 6000 до 7500К.
Светимость
Светимость звезды 33,36. Этот показатель говорит о количестве энергии, которое излучает звезда по отношению к количеству, выделяемому Солнцем. Цифра основана на значении, указанном в расширенном каталоге Simbad Hipparcos в Страсбургском университете в 2012 году.
Расчётный радиус
Расчётный радиус EW Aquarii предположительно в 4,69 раза больше, чем у Солнца в соответствии с выпуском обновлённых данных астрометрического звёздного каталога Hipparcos от 2007 года. Радиус Солнца составляет 695 800 км, следовательно, радиус звезды оценивается в 3 263 423,68 км.
Расстояние до EW Водолея
Используя исходные данные Hipparcos, опубликованные в 1997 году, параллакс до звезды был равен 7 43000, что дало расчётное расстояние до EW Aquarii как 438,98 световых лет (от Земли) или 134,59 парсеков.
В 2007 году данные каталога Hipparcos были пересмотрены с учётом нового параллакса 7,97000, что позволило установить, что расстояние до звезды — 409,24 световых года или 125,47 парсеков. Звезда не приблизилась и не отдалилась от Земли, просто в настоящее время применяется другая система измерения небесных расстояний. Используя расчёт расстояния в соответствии с каталогом 2007 года, звезда находится примерно в 25 879 864,91 астрономических единицах (а. е.) от Земли / Солнца, учитывая погрешность в несколько единиц. Астрономическая единица — это расстояние между Землей и Солнцем. Число а. е. — это то количество раз, когда звезда отдаляется от Земли (по сравнению с Солнцем). Галактоцентрическое расстояние звезды составляет 7 320 парсеков или 23 875,16 световых лет. Галактоцентрическое расстояние — это расстояние от звезды до центра нашей Галактики.
Время в пути до звезды EW Водолея
Время, необходимое для путешествия к этой звезде зависит от скорости космического аппарата. Например, космический зонд New Horizons — самый быстрый зонд, который США в 2006 году отправили в космос. Его основная миссия — посещение Плутона. 1 Мах — это скорость звука, 2 Маха вдвое больше скорости звука. Конкорд до того, как его вывели из эксплуатации, был самым быстрым и единственным самолётом, который мог развивать скорость в 2 Маха. Ракета класса «Циркон» способна развивать скорость до 9 Махов.
Сколько времени потребуется, чтобы добраться до звезды?.
| Описание          | Скорость (км / ч) | Время (лет)       |
| ----------------- | ----------------- | ----------------- |
| Пешком            | 4                 | 68 610 787 312,99 |
| Автомобиль        | 120               | 2 287 026 243,77  |
| Самолёт           | 736               | 372 884 713,66    |
| Мах 1             | 767,269           | 357 688 306,52    |
| Мах 2             | 1 534,54          | 178 843 920,17    |
| Зонд New Horizons | 33 000            | 8 316 459,07      |
| Скорость света    | 670 616 629,00    | 409,24            |